# Битва за Новый Орлеан

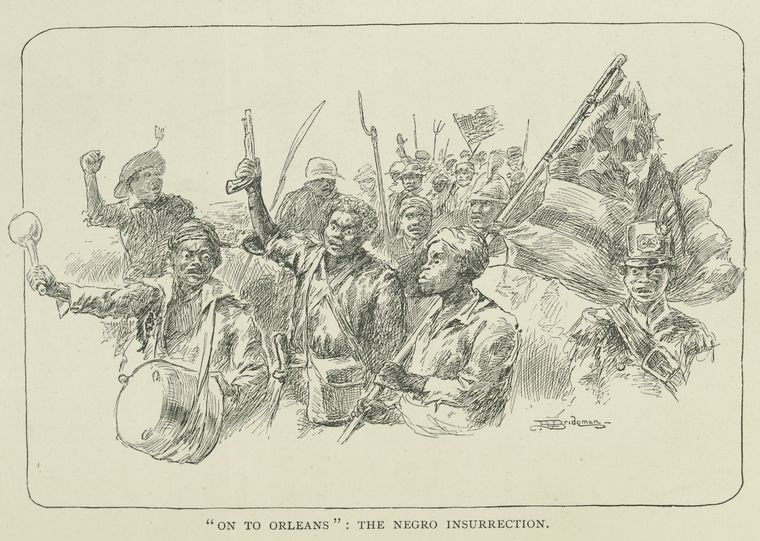
«Дальше в Орлеан» («On to Orleans»).

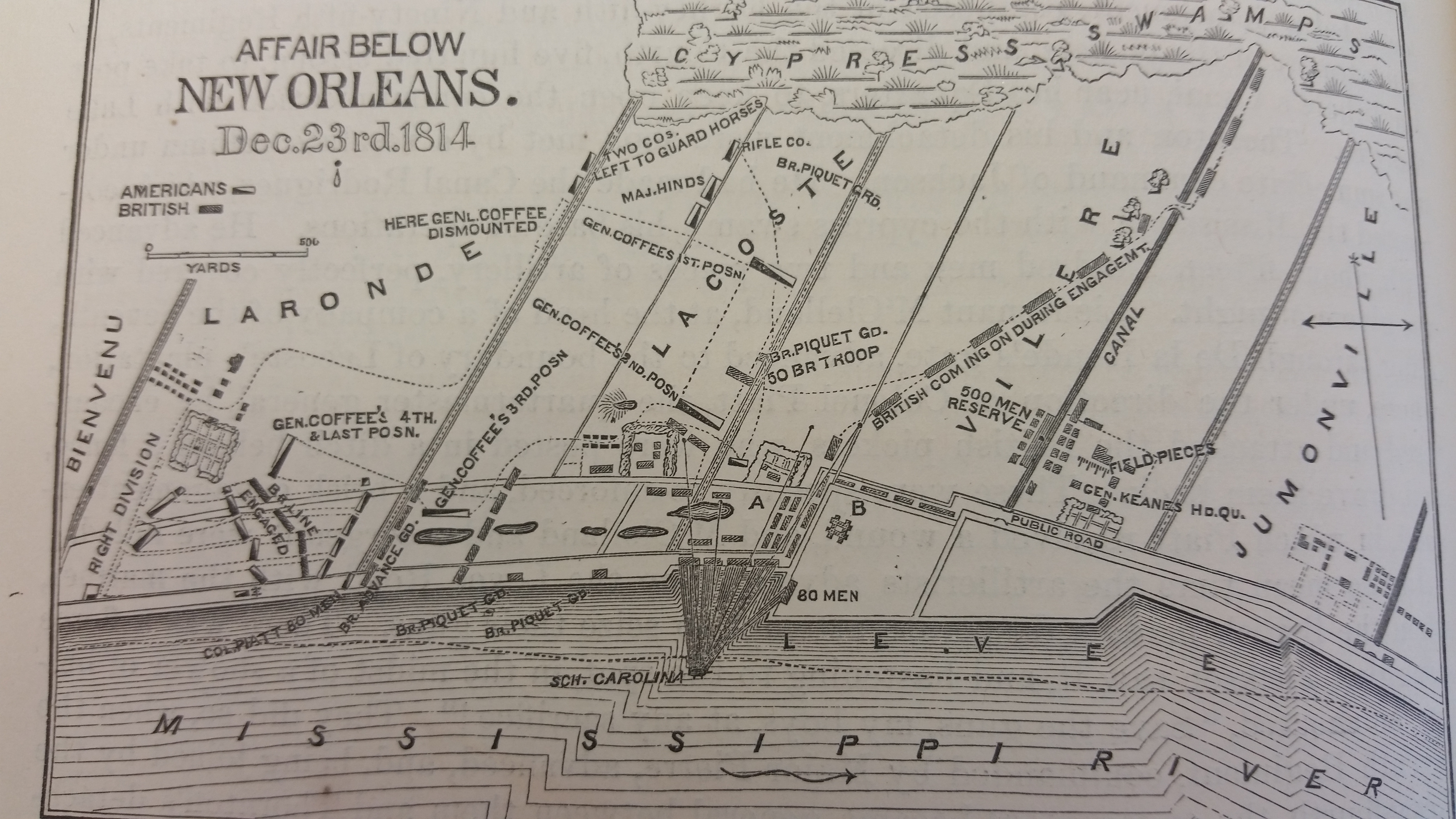
Ночная битва

Битва за Новый Орлеан (англ. Battle of New Orleans) — сражение, произошедшее около Нового Орлеана, штат Луизиана 8 января 1815 года по новому стилю.
Оно стало последним крупным сражением Англо-американской войны 1812 года. Американские войска под командованием Эндрю Джексона одержали победу над британской армией. Гентский договор, положивший конец войне, был подписан 24 декабря 1814 года, но новости о мире достигли участников сражения под Новым Орлеаном только к февралю 1815 года. Битва за Новый Орлеан также считается крупнейшей победой в этой кампании, одержанной американцами на суше.

## Битва на озере Борн

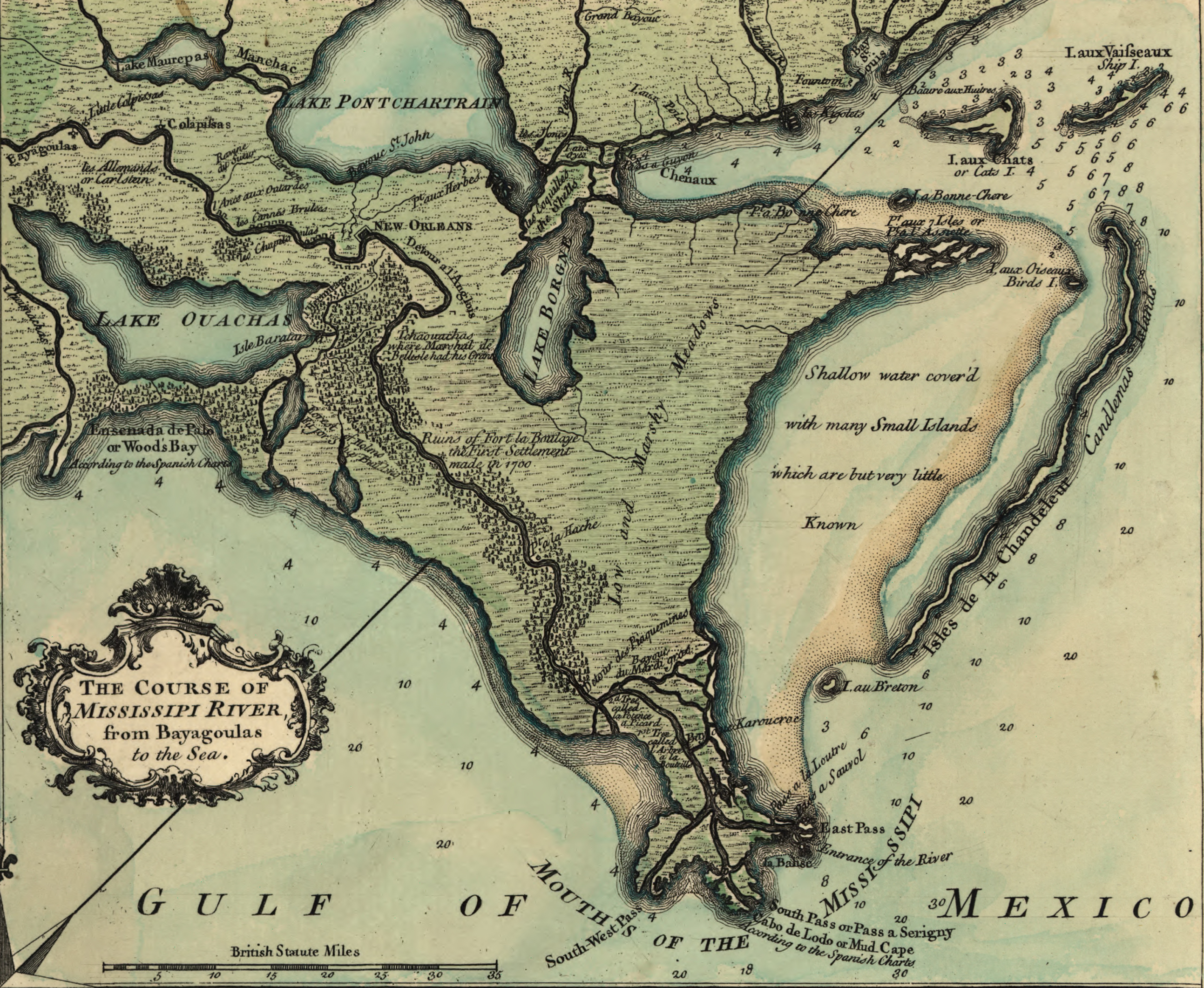
Юго-восточная Луизиана на карте XVIII века

К 12 декабря 1814 года шестьдесят британских кораблей с экипажем в 14 450 моряков и солдат под руководством адмирала сэра Александра Кокрейна стояли на якоре в Мексиканском заливе к востоку от озёр Пончартрейн и Борн. Доступ к озёрам блокировал американский флот из пяти канонерских лодок лейтенанта Томаса ап Кейтсби Джонса. 14 декабря около 1200 британских моряков и морских пехотинцев под командованием капитана Николаса Локьера было посажено в 42 баркаса, вооружённых карронадами. В ходе короткого сражения суда американцев были захвачены. Погибло 17 и ранено 66 британцев, американцы потеряли 6 человек убитыми, 35 ранеными и 86 было взято в плен, среди раненых оказались оба командира противоборствующих сторон. Сняв блокаду, тысячи британских солдат, ведомых генералом Джоном Кином, подплыли к острову Пи в 30 милях (48 км) восточнее Нового Орлеана, где они разместили гарнизон.

## Ночная атака 23 декабря
Утром 23 декабря Кин с авангардом из 1800 солдат достиг восточного берега реки Миссисипи в 9 милях (14 км) к югу от города. Генерал мог незамедлительно атаковать город со стороны неохраняемой на всём протяжении речной дороги, потратив на продвижение всего несколько часов. Ожидая прибытие подкреплений, он разместил лагерь у плантации Лакост, что стало судьбоносным решением. Во второй половине дня Эндрю Джексон, узнав о позиции британских войск, приказал эскадрону лёгких драгун полковника Томаса Хайндса и милиции из Территории Миссисипи разведать позиции врага. Во время вечерней атаки Джексон имел при себе 2131 солдата, которые и напали на отдыхавших в лагере британцев. После этого он отвёл свои силы к каналу Родригеса в 4 милях (6,4 км) к югу от Нового Орлеана. В ходе боя американцы потеряли 24 убитыми, 115 ранеными и 74 пропавшими без вести, британцы потеряли 46 убитыми, 167 ранеными и 64 пропавшими без вести.
По оценке историка Роберта Куимби, британцы одержали тактическую победу, позволившую им сохранить свои позиции. Но при этом «британцы разуверились в ожидании лёгкой победы», из-за чего Кин стал более осторожным и следующие два дня не пытался продвинуться на север. Благодаря этому американцы получили время для укрепления канала с помощью земляных работ. Прибывший к Рождеству генерал Эдвард Пакенхэм приказал провести разведку боем у построенных американцами укреплений. Этим же вечером он встретился с Кокрейном и Кином для обновления плана, будучи недовольным нынешней позицией армии. Пакенхэм хотел использовать пролив Чеф Ментер как основной маршрут вторжения, но Кокрейн считал собственные суда способными обеспечить армию всем необходимым. Адмирал предполагал, что британская армия сможет разгромить американцев, в случае необходимости ей помогут моряки. Несмотря на разногласия, участники совещания определили план и место для нападения.
Пользуясь тем, что пока британские силы не атаковали, американцы начали строить земляные укрепления для защиты артиллерийских батарей, получившие прозвище Линии Джексона. На них было размещено восемь батарей, куда вошли одна 32-фунтовая пушка, три 24-фунтовые, одна 18-фунтовая, три 12-фунтовые, три 6-фунтовые и 6-дюймовая (150-мм) гаубица. Джэксон также отправил на западный берег Миссисипи два 24-фунтовых и два 12-фунтовых орудия с боевого корабля USS Louisiana. Под командованием американского генерала было 4 732 человека: 968 солдат американской регулярной армии, 58 морских пехотинцев (удерживавших центр оборонительной линии), 106 моряков американского морского батальона, 1 060 луизианских милиционеров и волонтёров (включая 462 свободных цветных), 1352 теннесийских, 986 кентуккийских и 150 миссисипских милиционеров и 52 воина племени чокто, вместе с отрядом пирата Жана Лафитта. Также Джексон мог рассчитывать на поддержку находившихся на реке Миссисипи боевых кораблей USS Louisiana, USS Carolina и Enterprise.
Основная часть британской армии прибыла в канун нового 1815 года, после чего три часа велся артиллерийский обстрел земляных укреплений. В ходе его несколько американских орудий было уничтожено и повреждено (включая 32-, 24- и 12-фунтовое), ущерб был нанесён и укреплениям. Огонь британских орудий был прекращен по приказу Пакенхэма из-за полного израсходования боеприпасов. Неизвестно, знал ли британский генерал о разгроме и бегстве американцев с позиций на болотах левее Линии Джексона. Пакенхэм решил дожидаться прибытия 8 тысячного отряда, прежде чем начать новую атаку.

## Сражение 8 января

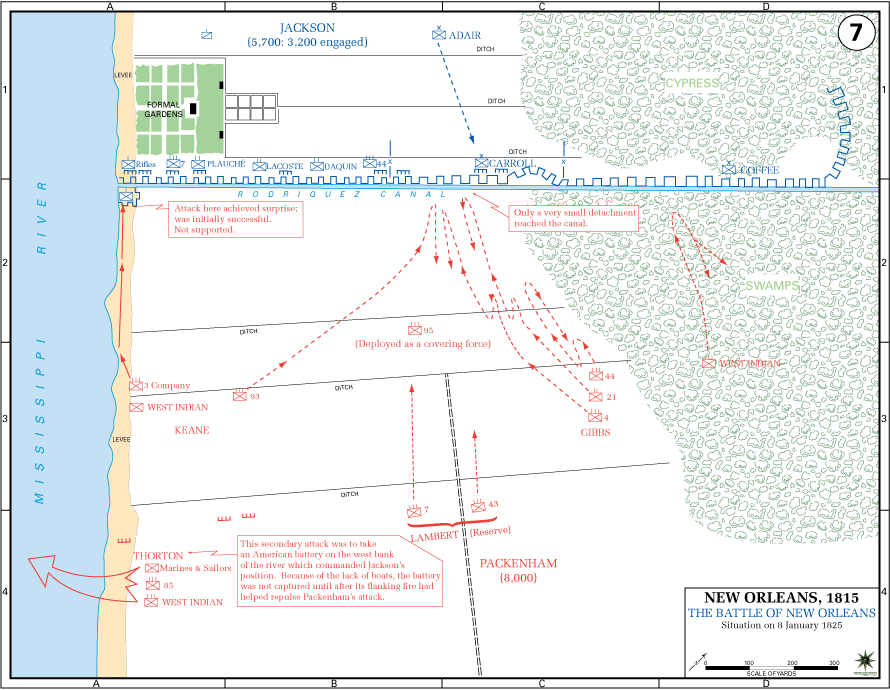
Карта, изображающая сражение 8 января

8 января 1815 года британские войска выдвинулись к защитным линиям Джексона. К этому времени было выстроено три оборонительных линии в четырёх милях от города, усиленных у канала Родригеса, тянувшегося от болот к реке. Защитные укрепления были снабжены деревом, брустверами с амбразурами и земляными насыпями для артиллерии:361.
План британского командования заключался в атаке 20-орудийной батареи на западном берегу для снижения урона от американской артиллерии, эти орудия предполагалось в дальнейшем захватить и использовать для фронтальной атаки самих обороняющихся:362. Ранним утром 8 января Пакенхэм раздал последние приказы для двусторонней атаки на позиции генерала Джексона. Полковник Уильям Торнтон (85-й полк) должен был ночью пересечь Миссисипи с отрядом из 780 человек, после чего в ускоренном режиме проплыть вверх по реке и штурмовать батарею коммодора Даниэля Паттерсона на фланге основных американских укреплений, после чего было необходимо открыть анфиладный огонь по силам Джексона с помощью гаубиц и ракет. Затем начинается основная атака на земляные укрепления двумя колоннами (вдоль реки наступают силы Кина, вдоль болот — генерал-майора Сэмюеля Гиббса). Бригада генерал-майора Джона Ламберта оставалась в резерве.

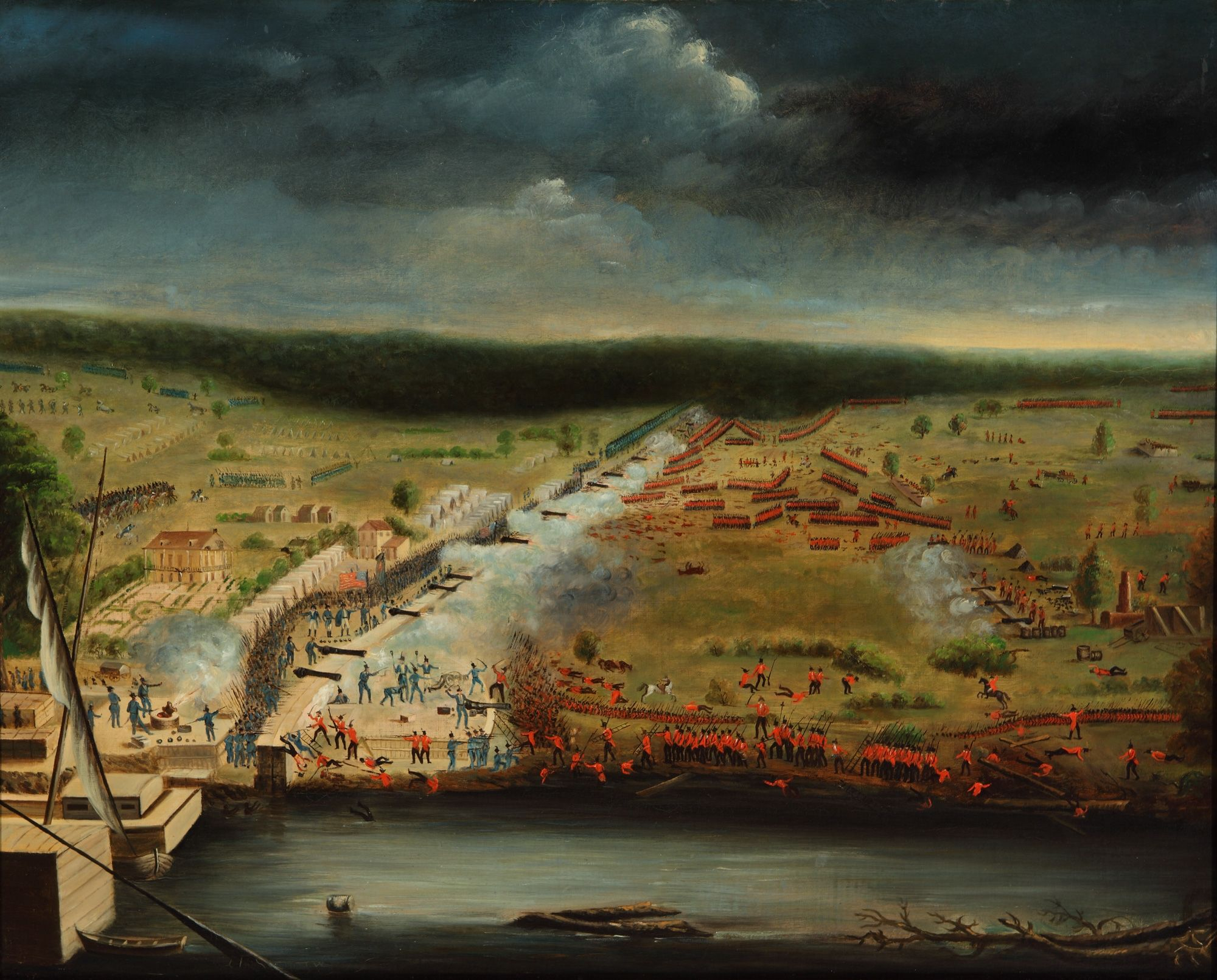
Картина Битва за Новый Орлеан Жана Гицинта Лаклотта, участвовавшего в сражении в составе луизианского ополчения (1815 год)

Британцами был прорыт канал, чтобы 42 небольших лодки смогли добраться до реки:362. Однако утром 8 января прорытые моряками Кокрейна каналы рухнули, из-за возведения новой дамбы моряки смогли выступить только на рассвете, 12 часов спустя. Фронтальная атака не была отложена, ибо была надежда на диверсию на западном берегу, даже если само нападение не будет успешно:362.
Две основные атаки на американские позиции были отбиты. Пакенхэм и его заместитель, майор-генерал Сэмюэль Гиббс, были смертельно ранены картечным огнём с земляных укреплений. Майор Уилкинсон из 21-го полка, перестроив свои линии, предпринял третий штурм. Вместе с солдатами он добрался до окопов и предпринял попытку достичь вершины, когда был ранен. Поражённые его храбростью оборонявшиеся позже отнесли его за крепостную стену. Когда большая часть старшего офицерства была убита или ранена, британские солдаты, включая 93-й полк, не имея приказа отступить или укрыться, были расстреляны картечным огнём с позиций Джексона. Находившийся в резерве генерал Ламберт взял командование на себя и приказал отступать, для прикрытия этой операции были использованы резервные силы.
Битва за Новый Орлеан выделяется краткосрочностью и неравными, почти односторонними потерями британцев. За двадцать пять минут британцы потеряли 700 человек убитыми, 1400 ранеными и 500 пленными (почти треть от числа солдат, участвовавших в боевых действиях в тот день), общие потери составили 2600 человек; американцы лишились семерых убитыми и шести ранеными. После окончания боя около 500 британских солдат, притворявшихся мёртвыми, сдались американцам. Один британский мальчик-горнист залез на дерево в 200 метрах от американской линии, где продолжил выполнять свои обязанности всё сражение, несмотря на пролетавшие рядом снаряды. После битвы он был взят в плен и признан героем самими победителями.
Главным виновником поражения был признан подполковник Маллинс из 44-го полка, который должен был принести лестницы и фашины для преодоления канавы и подъёма по парапету. Его обвиняли в утрате доверия и нахождении в полумиле от тыла в тот момент, когда он был нужен на фронте. Узнавший о поведении Маллинса Пакенхэм заменил его на посту главы 44-го полка, пытаясь вывести его солдат к месту боя с осадными инструментами, необходимыми для штурма укреплений. Находясь в 500 ярдах от линии фронта, он получил ранение осколком, после посадки на лошадь он получил уже смертельное ранение:363.

## Последствия

### Осада форта Сейнт-Филип
Британцы планировали проплыть вверх по Миссисипи, но их путь преграждал форт Сейнт-Филип, защищавший Новый Орлеан от возможного морского десанта со стороны Мексиканского залива. 9 января флот атаковал американские укрепления, но объединёнными усилиями гарнизона и частных кораблей атаку удалось отбить. Следующие десять дней продолжалась бомбардировка форта, по итогам которой 18 января британские корабли ушли назад.

### Отступление британцев
Через три дня после сражения генерал Джон Ламберт провёл военный совет, по итогам которого захват Нового Орлеана и продолжение боевых действий в Луизиане были признаны слишком дорогостоящими, даже несмотря на новости о захвате вражеской артиллерийской батареи на западном берегу реки. Командный состав согласовал план отступления,:363 и 19 января британцы покинули свой лагерь у плантации Вилльер.
4 февраля 1815 года британский флот со всеми войсками отплыл к алабамскому Мобил Бей, 12 февраля в устье Мобил Бей ими был захвачен форт Бойер. Была начата подготовка к захвату самого Мобила, но на следующий день британцы получили новости о заключённом мире. Генерал Джексон планировал напасть на противника в Мобил Бей и продолжить войну в испанской Флориде, которую Великобритания использовала в качестве опорной базы. Парламент ратифицировал мирный договор, в то время как одобрение американского конгресса и президента затянулось до середины февраля. Однако было решено прекратить боевые действия, и британцы, оставив форт Бойер, отправились в Вест-Индию.
Продолжение войны в Америке было затруднительным для британцев в любом случае, особенно после побега Наполеона с острова Эльба 26 февраля 1815 года и начала ста дней. В Гентском договоре не упоминалась территория, проданная Францией американцам; обе стороны обязались возвратить друг другу захваченные в ходе военных действия владения.

## Память

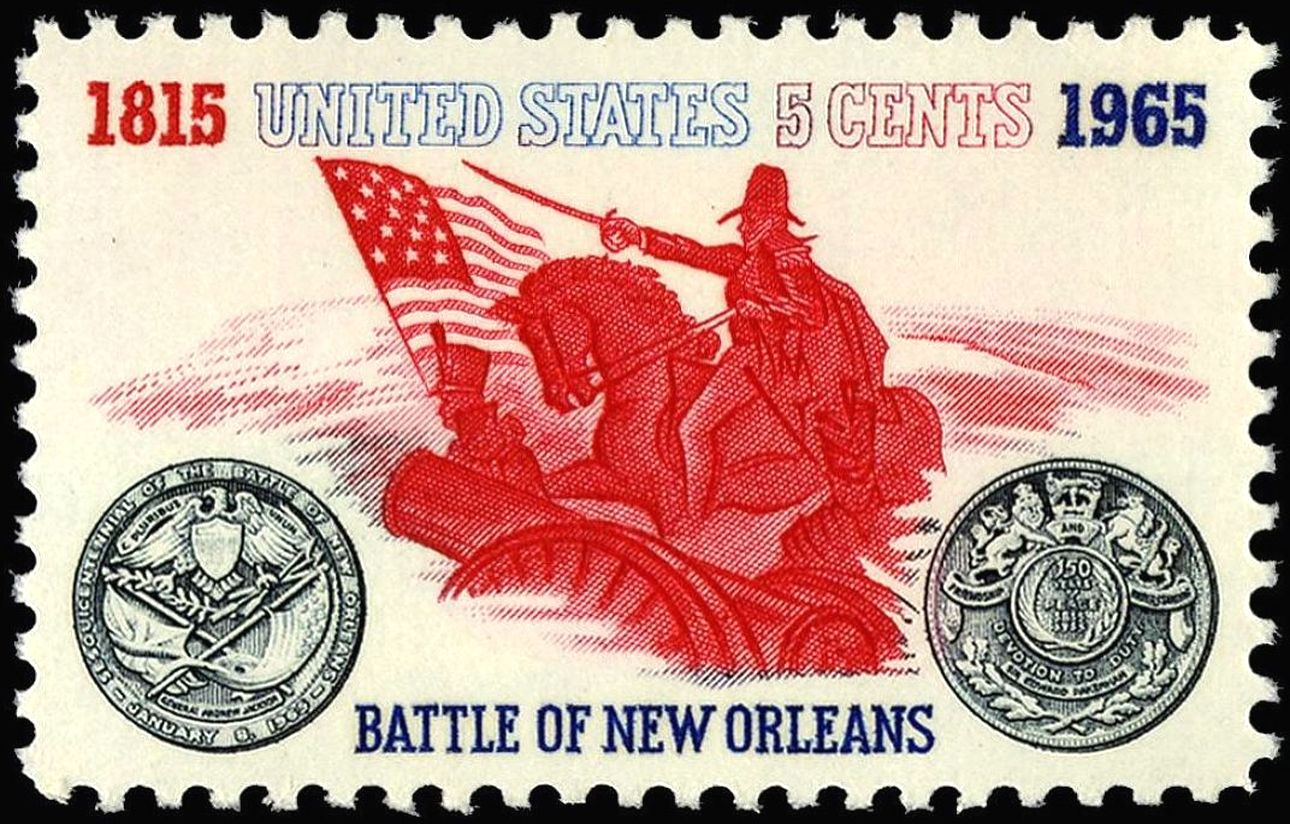
Почтовая марка 1965 года

В честь 76-летия со для битвы за Новый Орлеан, 8 января 1891 года Историческая ассоциация Луизианы посвятила Джексону объект в мемориальном зале.
В 1907 году для сохранения поля битвы в районе Шалметта, федеральное правительство учредило национальный исторический парк, являющийся частью национального парка и заповедника имени Жана Лафитта.
В 1965 году вышла пятицентовая марка, посвящённая 150-летию сражения и заключению мирного договора. 200-летие было отмечено в 2015 году выпуском безноминальной марки.